# Remco Rhee
Remco Patrick Richard Rhee (Haarlem, 8 mei 1977) is een televisiemaker en lokaal radio-dj. Hij was wereldrecordhouder langste periode achtereen radiomaken in de categorie "Muziekprogramma op de radio in teampresentatie" van oktober 2012 tot maart 2013. Daarnaast was hij lid van de regionaal bekende groep Reload!.

## Jeugd en theater
Rhee begon met stijldansen bij de Nederlandse Algemene Dans Bond, waar hij begeleid werd door Julie Fryer en Louis van Amstel. Hij won in 1999 de eerste prijs voor debutanten Latijns-Amerikaanse dans op het Nederlands Kampioenschap. Ondertussen werd hij gevraagd voor gastrollen in onder andere GTST en Rozengeur & Wodka Lime. In 2000 meldde hij zich aan voor Frank Sanders Akademie voor Musicaltheater. Hij deed tijdens de opleiding auditie voor Boom Chicago en werd aangenomen voor de productie. Ook speelde hij tijdens de opleiding gastrollen in televisieseries.
Later zette Rhee met Sebastiaan Labrie de cursus Acteren in Praktijk en Bedrijf op, waarin jonge mensen kennis konden maken met het vak. In die periode gaf hij ook les aan de IMC Weekendschool.

## Muziek

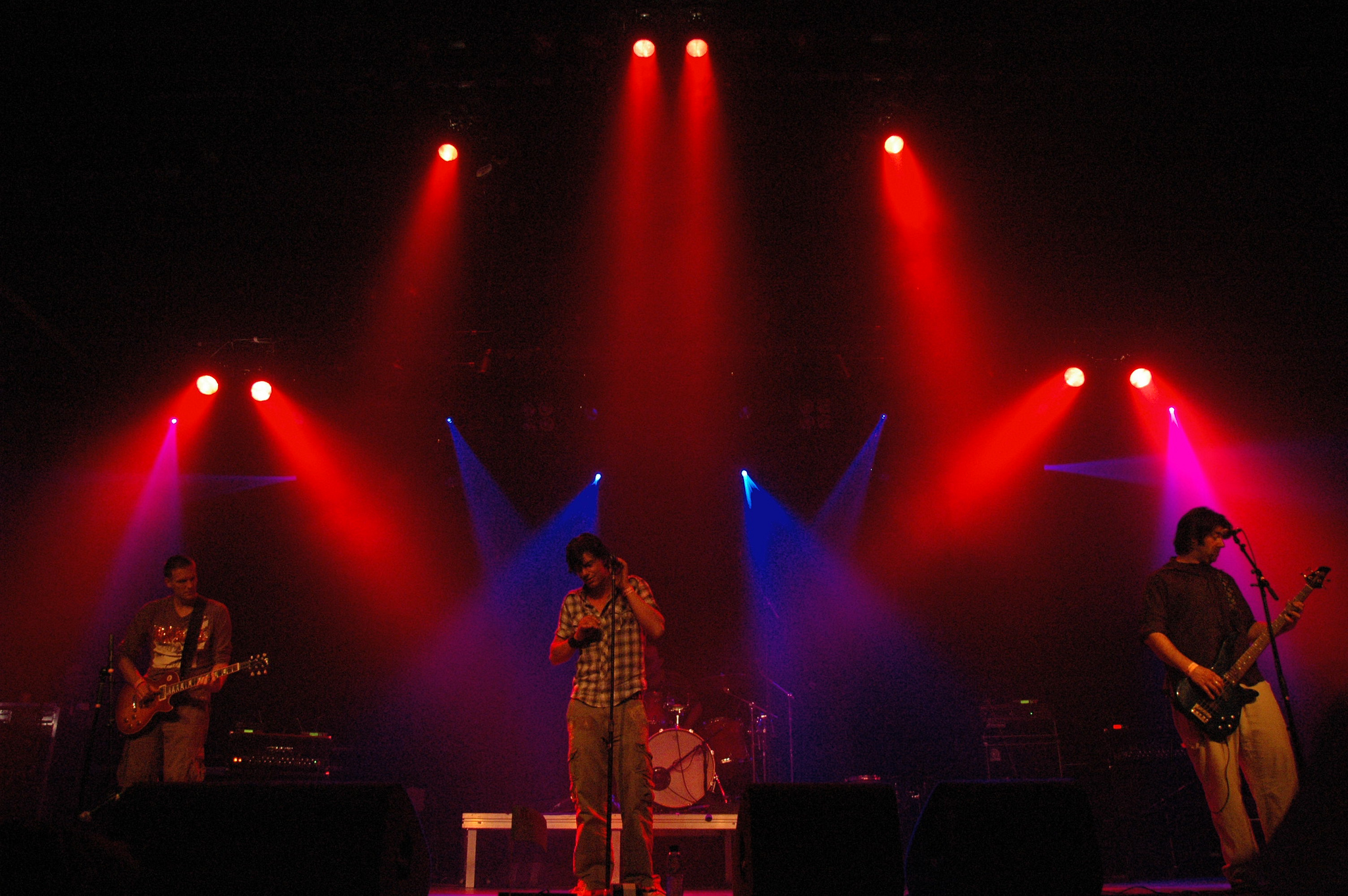
Zanger Remco Rhee bij de band Reload!

In 2004 sloot Rhee zich aan bij de rockband Reload! met Ruud Hermans (gitaar), Rob Luiten (basgitaar en tweede stem) en Mark Troost (op drums). De band werd regionaal bekend en speelde onder andere in de Melkweg in Amsterdam. In 2005 nam Rhee afscheid van de band en schreef Rhee op uitnodiging van het Ampzinggenootschap een Nederlandstalig nummer, "Morgen 80". Dit nummer werd uitgebracht op de cd Kind noch Cry.

## Televisie, radio en wereldrecord

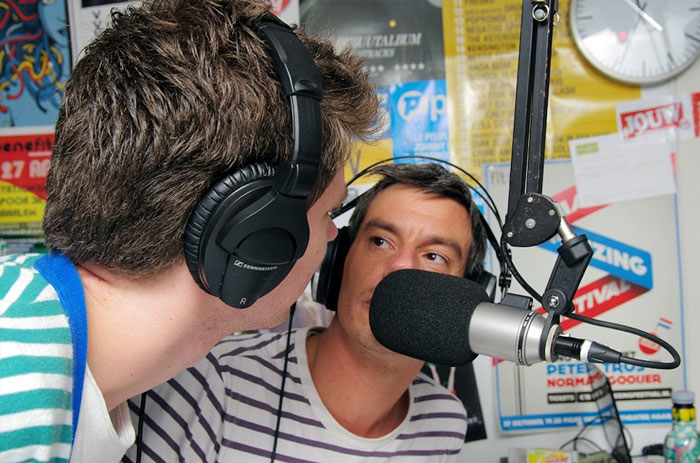
Haarlem 105-radio-dj's Wessel van Opstal en Remco Rhee tijdens de poging tot het wereldrecord.

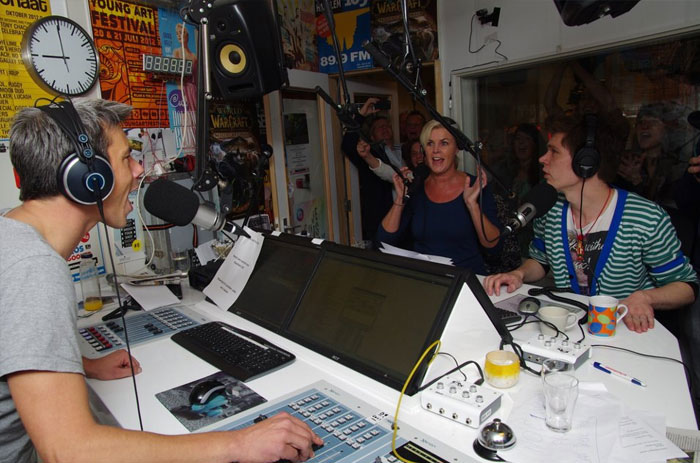
Haarlem 105-radio-dj's Wessel van Opstal en Remco Rhee tijdens de poging tot het wereldrecord met als gast Irene Moors.

In 1999 begon Rhee bij de lokale radiozender Haarlem 105 met een dagelijks ochtendprogramma, getiteld RemcoRhee.nl. Ook maakte hij vanaf 2005 diverse reportages voor de televisie-uitzendingen van Haarlem 105.
In het jaar 2009 werd hij samen met Robbert-Jan van de Velde (een toenmalige dj van Haarlem 105) gevraagd door Rob Stenders om samen een avondprogramma bij KX Radio te maken. Van de Velde kreeg later de kans om in de nacht op 3FM een radioprogramma te maken en deed dat eerst alleen. Na een tijdje vroeg hij aan Rhee om mee te presenteren en aldus geschiedde. Rond 2010 stopte de samenwerking. Tevens presenteerde Rhee vanaf 2009 ieder jaar Geuzenpop.
Rhee werd in 2005 freelance-verslaggever bij diverse televisieprogramma's, zoals De Wereld Draait Door (vanaf het eerste seizoen en latere seizoenen met tussenpozen) en De Staat van Verwarring. Hij nam diverse promo's op voor Nox, het nachtprogramma van Tien. Hij werkte ook voor onder andere Vermist (als verslaggever), Voetbalfans. en vanaf Maart 2013 bij Recht van Nederland (als verslaggever). Daarna (vanaf juli 2013) werd Rhee verslaggever van Shownieuws: een dagelijks programma van SBS. Hij verliet de zender medio 2016 om als verslaggever aan de slag te gaan voor RTL Boulevard, dat wordt uitgezonden op RTL.
In april 2012 keerde Rhee weer terug bij Haarlem 105. Ter gelegenheid van het vijfentwintigjarig bestaan van het station brak Rhee met Haarlem 105-collega Wessel van Opstal het wereldrecord Longest Marathon for a Radio Music Show DJ Team oftewel de langste marathon voor een muziekprogramma op de radio in teampresentatie" van het Guinness Book of Records. Ze presenteerden vanaf 8 oktober 2012 om 7 uur 's ochtends tachtig uur lang onafgebroken radio en verbeterden daarmee het oude record van 73 uur, dat op naam van KISS FM uit Berlijn stond. Datzelfde radiostation KISS FM had in Maart 2013 wederom het wereldrecord verbroken.

## Politiek
Rhee is sinds 2016 actief in het politieke landschap. Hij is actief voor de Partij voor de Niet-Stemmers. Hij staat op plaats zes van de kieslijst.